# سالينان

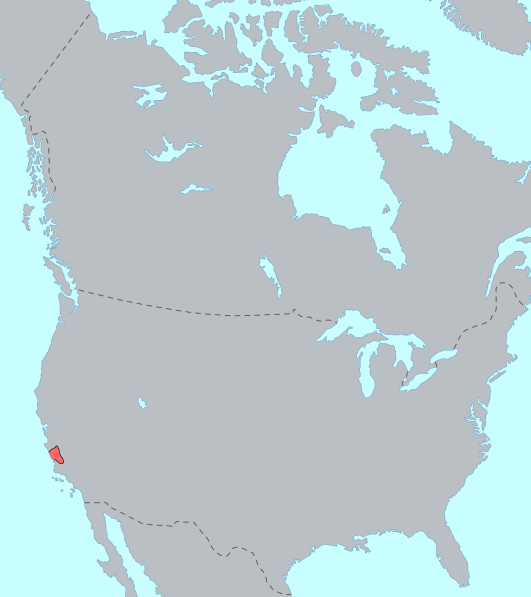
توزيع السالينان قبل الاتصال.

سالينان هي قبيلة أمريكية أصلية تقع أراضي أجدادها في جنوب وادي ساليناس وسلسلة جبال سانتا لوسيا في الساحل الأوسط لولاية كاليفورنيا. اليوم، تعمل حكومات سالينان نحو الاعتراف القبلي الفيدرالي من مكتب الشؤون الهندية.

خريطة لأماكن سالينان، واللهجات ، والتفرعات

## أصل التسمية
تم تسمية شعب سالينان على اسم نهر ساليناس بواسطة روبرت لاثام (1856) وجون باول (1891). يطلق شعب سالينان علي أنفسهم "Te'po'ta'ahl" أو «شعب شجر البلوط»، وفقًا للقيادة القبلية الحالية. أطلق هارت ميريام على شعب سالينان اسم En-'ne-sen بناءً على نصيحة أحد المخبرين؛ وكانت هذه الكلمة هي أصل مسمي سالينان.

## اللغة
اللغة السالينية، التي كان يتم التحدث بها حتى الخمسينيات من القرن الماضي  هي لغة معزولة. أدرجها سابير في عائلة فرعية من لغة هوكان، جنبًا إلى جنب مع لغة تشوماش وسيري.

## تعداد السكان
تباينت التقديرات الخاصة بالسكان قبل الاتصال لمعظم المجموعات الأصلية في كاليفورنيا بشكل كبير. قدر ألفريد ل. كروبر عدد سكان منطقة سالينان البالغ عددهم 1770 نسمة بـ 3000 نسمة. كما قدر شيربورن ف. كوك أن هناك ما لا يقل عن 700 سالينان. أفاد تعداد الولايات المتحدة لعام 2000 أن إجمالي عدد سكان سالينان يبلغ 681.